# Атила Бартиш
Атила Бартиш е унгарски писател и фотограф. Носител на наградата „Атила Йожеф“ (2005). Книгите му са преведени на повече от 20 езика.

## Биография
Роден е на 22 януари 1968 г. в Търгу Муреш (Марошвашархей), Трансилвания, Румъния, в семейството на Ференц Бартиш – поет, журналист и пистел, и жена му Маргит Герасим. Родителите му са част от унгарското малцинство в Румъния. След Унгарското въстание през 1956 г. баща му е вкаран в затвора „Герла“; след 7 години е амнистиран. Майка му, която свири на цигулка, умира през 1983 г., а през следващата година Атила и баща му са лишени от румънско гражданство, като са им връчени паспорти без гражданство. Двамата се преместват в Будапеща. Атила завършва гимназия в Пеща. През 1990 – 1991 учи в Школата по журналистика към Съюза на журналистите в Унгария.
През 1995 г. публикува дебютния си роман „Разходката“. Три години по-късно излиза сборникът му с разкази, озаглавен „Синкави пари“. Най-големият му успех е романът му „Покоят“, публикуван през 2001 година, преведен и на български език от Мартин Христов. През 2008 г. Роберт Алфьолди режисира филм, базиран на романа му „Покоят“. Въз основа на романа си Бартош пише драмата „Майка ми, Клеопатра“, поставена в унгарския Национален театър през 2003 г., под режисурата на Дежьо Гараш, като в главната роля е актрисата Доротя Удварош. Една година пише фейлетони за списание „Елет еш иродалом“ („Живот и литература“), които по-късно издава в сборника „Апокрифите на Лазар“.
Романът му „Краят“ (2015) е преведен на много езици, включително и на български от Даниела Тошмакова. Постановка по него се играе в будапещенския театър „Радноти“ от 2023 г.
Като фотограф участва в множество изложби, издава фотографски книги и албуми.
През 2016 г. сам режисира собствената си драма „Уреждане“ на сцената на Марошвашархейския народен театър с трупата „Миклош Томпа“.

## Отличия
Носител на наградата „Атила Йожеф“ (2005), Рицарски орден за заслуги на Република Унгария (2006), член на Академията за литература и изкуство „Сечени“ (2017).